# Breviks kyrka, Karlsborg
Breviks kyrka är en kyrkobyggnad i Breviks socken i Skara stift. Den är församlingskyrka i Breviks församling. 

## Kyrkobyggnaden
Kyrkan uppfördes någon gång på medeltiden. År 1760 förlängdes kyrkan åt öster då nuvarande kor och sakristia tillkom. 1914 flyttades vapenhuset från södra långsidan till västra kortsidan. I sin nuvarande form består kyrkan av ett rektangulärt långhus med ett tresidigt avslutat kor i öster. Norr om koret finns sakristian. Vid långhusets västra kortsida finns ett kvadratiskt vapenhus av trä med reveterade väggar.

## Klockstapeln
Sydväst om kyrkan finns en fristående klockstapel med pyramidformad huv, uppförd redan under första hälften av 1300-talet. Tidigare har man ansett att klockstapeln uppfördes 1760, med hänvisning till en järnvimpel på toppen med detta årtal. Nutida dendrokronologiska analyser har påvisat trävirke från 1330-talet. Arkivforskning har även visat att man år 1790 planerade att riva den gamla klockstapeln och bygga ett nytt kyrktorn i sten. Detta visade sig bli för kostsamt så istället renoverades klockstapeln. Elektrisk ringning installerades 1933. I stapeln hänger två kyrkklockor. Storklockan göts om 1760 medan lillklockan tillverkades 1915.

## Inventarier
- Dopfunten är skuren i trä på 1600-talet.
- Över altaret finns en Kristusbild från 1400-talet.

Utanför östra kyrkogårdsporten finns en sten som kallas Gråtstenen där anhöriga sörjde drunknade sjömän.

## Orgel
- Föregående orgel byggdes 1883 av Molander & Co. Spelbordet finns magasinerat i sockenmagasinet. Omfånget är 54/18.[3]

| Manual (C-f3) | Pedal (C-f) | Koppel     |
| ------------- | ----------- | ---------- |
| Principal 8'  | Borduna 16' | Man/Ped    |
| Gedacht 8'    |             | Man 4'/Man |
| Salicional 8' |             |            |
| Octava 4'     |             |            |
| Flöjt 4'      |             |            |

- Nuvarande orgel med tio stämmor och två manualer är byggd 1967 av Smedmans Orgelbyggeri.[4]

| Huvudverk (I) (C-g3) | Bröstverk (II) (C-g3) | Pedal (C-f1) | Koppel |
| -------------------- | --------------------- | ------------ | ------ |
| Rörflöjt 8'          | Gedackt 8'            | Subbas 16'   | II/I   |
| Principal 4'         | Rörflöjt 4'           | Rörpommer 4' | II/P   |
| Gemshorn 2'          | Koppelflöjt 2'        |              | I/P    |
| Mixtur 3 chor        | Principal 1'          |              |        |
|                      | Crescendosvällare     |              |        |

## Bilder

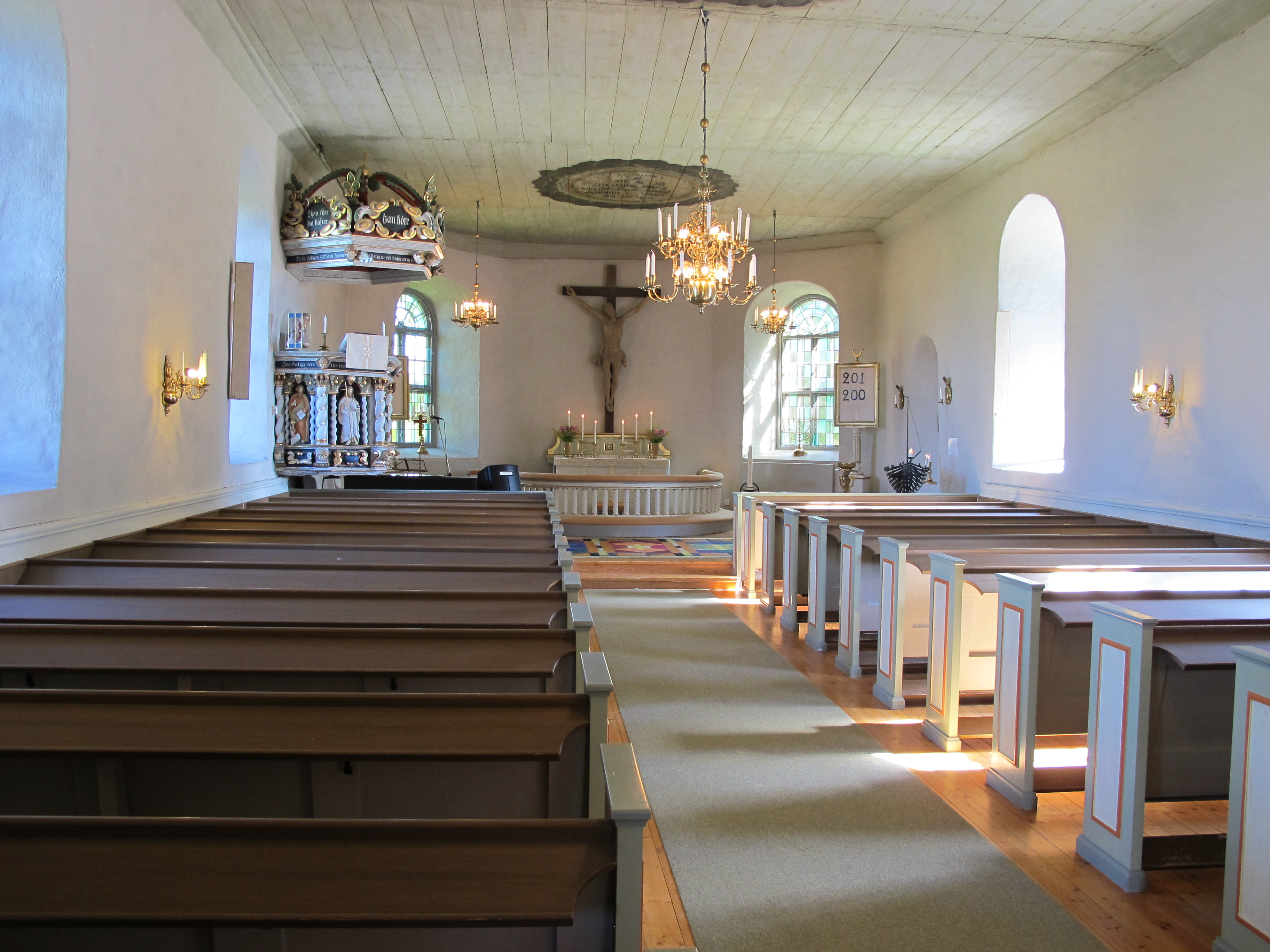
Interiör Breviks kyrka
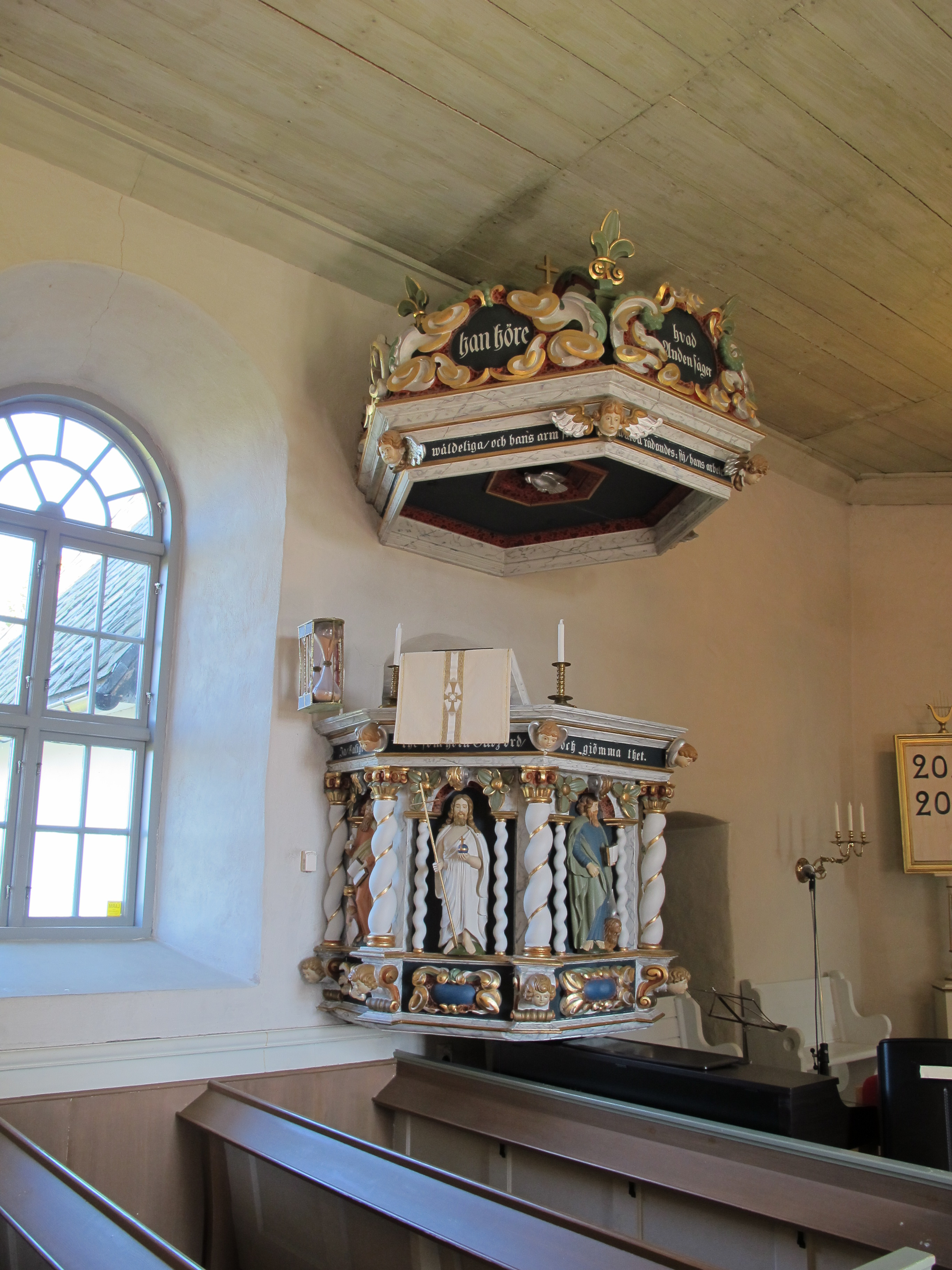
Predikstolen, Breviks kyrka